# Notopogon fernandezianus
Notopogon fernandezianus is een straalvinnige vissensoort uit de familie van snipmesvissen (Centriscidae). De wetenschappelijke naam van de soort is voor het eerst geldig gepubliceerd in 1899 door Delfin.